# 姥芽栎
姥芽栎（学名：Quercus phillyrioides），又名乌岗栎，为壳斗科栎属下的一个种。該物種分布於日本南部、琉球及中國大陸南部。引進於臺灣種植於臺北市。

## 扩展阅读
- 維基物種上的相關：姥芽栎